# Aphandra
 Aphandra, monotipski rod palmi (Arecaceae) smješten u tribus Phytelephanteae, dio potporodice Ceroxyloideae. Jedina vrsta je A. natalia iz kišnih šuma Ekvadora, Perua i Brazila (Acre i Amazonas)

## Sinonimi
- Ammandra natalia Balslev & A.J.Hend.; Syst. Bot. 12(4): 501 (1987)